# Verneuil (Cher)
Verneuil település Franciaországban, Cher megyében. Lakosainak száma 35 fő (2022. január 1.). Verneuil Arpheuilles, Cogny, Dun-sur-Auron, Parnay, Le Pondy és Thaumiers községekkel határos.

## Népesség
A település népessége az elmúlt években az alábbi módon változott:
| Lakosok száma | 68   | 48   | 39   | 51   | 37   | 35   | 34   | 35   | 35   | 35   |
|               | 1968 | 1982 | 1990 | 2006 | 2013 | 2015 | 2017 | 2019 | 2020 | 2022 |